# Bảo tàng Nghệ thuật Ninomaru
Bảo tàng Nghệ thuật Ninomaru (かけがわしにのまるびじゅつかん, tiếng Anh: Ninomaru Art Museum) là một bảo tàng nghệ thuật công cộng tọa lạc tại 1142-1 Kakegawa, Kakegawa, tỉnh Shizuoka, Nhật Bản. Cơ quan điều hành bảo tàng là Quỹ Văn hóa Thành phố Kakegawa.

## Lịch sử
Bảo tàng được thành lập vào tháng 4 năm 1998 (Bình Thành thứ 10).

## Bộ sưu tập và triển lãm
Hầu hết các bộ sưu tập và triển lãm của bảo tàng chủ yếu trưng bày khoảng 2.000 tác phẩm từ "Bộ sưu tập Kinoshita" được tặng cho thành phố Kakegawa vào năm 1997 bởi Kinoshita Mitsuo (1932-1996), và "Bộ sưu tập Suzuki" gồm các bức tranh Nhật Bản hiện đại được hiến tặng bởi Suzuki Hajikazu (1902-1985), một doanh nhân từ thành phố Kakegawa vào năm 1979.
Ngoài ra, bảo tàng còn tập trung trưng bày các di vật văn hóa có nguồn gốc từ thị trấn thành Kakegawa, lịch sử địa phương và tác phẩm của các nghệ sĩ đương đại, đồng thời triển lãm và sưu tầm các tác phẩm thuộc mọi thể loại, không giới hạn ở các đối tượng lịch sử và cổ điển.